# Chaka Traorè
Chaka Traorè (* 23. Dezember 2004 in Attécoubé) ist ein ivorischer Fußballspieler. Der Flügelstürmer steht seit August 2021 bei der AC Mailand unter Vertrag.

## Spielerkarriere
Traorè begann seine Spielerkarriere Anfang 2016 in der Fußballschule US Audace in Parma. Von dort wechselte er im Sommer 2017 zu Parma Calcio. Bei seinem neuen Verein durchlief er die unterschiedlichen Altersklassen der Nachwuchsmannschaften und stand Ende Januar 2021 beim Ligaspiel gegen die US Sassuolo Calcio erstmals im Spieltagskader der 1. Mannschaft. Wenige Tage später debütierte er für diese im Pokalspiel gegen Lazio Rom, bei welchem er kurz vor Schluss für Mattia Sprocati eingewechselt wurde. Sein erster von insgesamt drei kurzen Einsätzen in dieser Saison in der Serie A folgte Anfang April 2021 gegen die AC Mailand. Parma beendete die Spielzeit auf dem 20. Tabellenplatz und stieg in die Serie B ab.
Zur Saison 2021/22 wechselte er zur AC Mailand und spielte dort in den folgenden Jahren in der U19-Jugendmannschaft. Mit diesem Team erreichte er in der Saison 2022/23 das Halbfinale der UEFA Youth League, welches Hajduk Split allerdings mit 3:1 gewinnen konnte. Im Sommer 2023 unterschrieb er einen langfristigen Profivertrag bei Milan und gehörte fortan zum Kader der 1. Mannschaft. Erstmals für die 1. Mannschaft spielte er Ende November 2023 beim Spiel in der UEFA Champions League gegen Borussia Dortmund, bei welchem er in der 77. Spielminute für Samuel Chukwueze eingewechselt wurde. Am 2. Januar 2024 erzielte er beim 4:1-Heimsieg im Pokal gegen Cagliari Calcio sein erstes Tor für die Mailänder und damit auch sein erstes Tor im Profifußball. Nur 5 Tage später folgte beim 0:3-Auswärtssieg gegen den FC Empoli sein erstes Tor in der Serie A.
Anfang Februar 2024 wechselte er per Leihe mit Kaufoption für die restliche Spielzeit zum FC Palermo in die Serie B. Für Palermo absolvierte er in der restlichen Rückrunde 12 Pflichtspiele, wobei er dabei nur einmal in der Startelf gestanden hatte. Der Verein beendete die Spielzeit 2023/24 auf dem 3. Tabellenplatz und verlor in den Playoffs gegen den späteren Aufsteiger FC Venedig. Palermo zog die Kaufoption nicht und Traorè kehrte im Sommer 2024 nach Mailand zurück.
Zurück bei seinem Stammverein spielte er fortan für die neu gegründete 2. Mannschaft der AC Mailand, Milan Futuro, in der Serie C. Anfang Januar 2025 stand Traorè im Kader der 1. Mannschaft beim Gewinn des italienischen Superpokals, kam bei den beiden Partien gegen Juventus Turin und Inter Mailand allerdings nicht zum Einsatz. Die Spiele im Superpokal blieben die einzigen Partien, in welchen Traorè in der Saison 2024/25 im Kader der 1. Mannschaft stand. Für die 2. Mannschaft absolvierte er 25 Pflichtspiele und erzielter dabei zwei Tore. Am Ende der Spielzeit stieg Traorè mit Milan Futuro in den Play-outs gegen SPAL Ferrara in die Serie D ab. 

## Erfolge
- Italienischer Superpokalsieger: 2024/25 (AC Mailand)

## Persönliches
Mit gefälschten Dokumenten floh er im Jahr 2015 mit einem Boot von der Nordküste Afrikas nach Italien. Begleitet wurde er dabei von einem Agenten, welcher später wegen Beihilfe zur illegalen Einwanderung verurteilt wurde.